# 佐藤ケイ
佐藤 ケイ（さとう けい、1976年11月11日 - ）は、日本のライトノベル作家。

## 来歴など
大阪大学大学院哲学科在籍中に、甲南大学文学部在籍時からの友人に説得されて処女作『天国に涙はいらない』を執筆する。2000年に開催された第7回電撃ゲーム小説大賞で金賞を受賞し、2001年に同作でデビューを果たす。同作はシリーズ化され、2005年8月現在で第11巻まで刊行されている。2002年にはCD・ラジオドラマ化もされた。
同シリーズは電撃文庫における萌え小説の原点的シリーズとされ、ライトノベルの分野で意識的に「萌え」を取り上げたパイオニア的存在となるが、作中では読者を萌えさせるのではなく、萌え狙いのキャラクターに作中人物が萌える様を読んで楽しむという構造になっており、出版当初はどのように読めばよいのか分からず戸惑う読者も多かった。匿名掲示板2ちゃんねるの作者スレッドでその作風を評して「メタ視点から萌えを楽しむ」すなわち「メタ萌え」という言葉が生まれ、以降この作品を説明する際に多用された。作中で登場人物の口から語られる様々な「萌え」についての解説、称揚、賛美はそれ自体がギャグの一種であるが、様々な分野から取ってこられた理論武装と巧みな詭弁によって「明らかにおかしいのにどこがおかしいのか分からない」という奇妙な説得力を有し、このシリーズにおける最大の目玉となった。また、これにより著者をして「ライトノベル界における萌えの第一人者」と評する者もいる。また、「萌え」だけでなくギャグ、コメディ、蘊蓄物、ハートフルストーリーとしての側面も備え、それらの方面での支持も得た。同時に、それらの噛み合わせ方に大きな違和感を覚える読者も多く、作品の評価は大きく割れた。
2002年8月には『LAST KISS』を電撃文庫より出版。いわゆる「病弱物」と呼ばれるジャンルの王道ど真ん中をそのまま描ききったこの作品は、それまでの「メタ萌え」的作品に慣れた読者の間に戸惑いをもたらす一方、作者のハートフルな側面を支持していた読者からは大きな支持を得た。ストーリーライン自体は典型的な「病弱物」のパターンを寄せ集めて綺麗にまとめたに過ぎないが、最初から最後まで全て主人公の現在の視点からの一人称口語体で構成されたやや特殊な文体と、感情の細部まで全て文章化する徹底した内面描写によって、「使い古された話」に新たな息吹を吹き込み、「展開は全て読めるのに泣かされた」という読者を数多く出した。
2003年9月、電撃文庫公式同人本「電撃ヴんこ」誌上にて『ロボット妹 改め人類皆兄妹! 〜目覚めよ愛の妹力〜』を発表。『LAST KISS』と同じく「病弱な妹」というテーマで書かれたシリーズ作品であるが、こちらは担当編集者により「これを本にするのはありえない」と言われていたボツ原稿であった。『LAST KISS』と同じく現在の視点からの一人称であるが、こちらは視点保持者が二人存在しており、同じ出来事に対する双方の見方の食い違いが描かれている。また、こちらはギャグ小説であり、病弱な妹をネタにした「メタ萌え」作品に近い。紙面の都合で全文掲載はされず、ところどころ割愛してあらすじを挿入するという変則的な掲載となった。電撃ヴんこに掲載された際の読者の反応が良かったらしく、2004年8月に完全版が文庫として出版された。
2004年9月、電撃帝王にて、ビジュアルノベル『私立!三十三間堂学院』の連載を開始。2005年2月には第1巻が電撃文庫より出版され、以後シリーズ化される。これは、電撃帝王での連載とは別個に新たに書き下ろしたものである。元女子校に男子が一人だけ転入するというありがちなハーレムラブコメの体裁を取りながら、「恋の争い」というものを謀略や闘争の入り乱れる群雄割拠の群像劇として描いた本シリーズは、作者独特の強い癖に慣れたつもりの読者たちの多くをも戸惑わせた。このシリーズをどう読み解くべきかについて様々な見解が出たが、同年11月に出版された第2巻にて「学園群雄戦略ラブコメ」なるキャッチフレーズが付いた事で一応の決着を見た。本格的な謀略、戦闘描写、恋する少女たちの丁寧な内面描写、数多くの登場人物たちが各々の目的で動きつつそれを一つの話にまとめ上げる構成力など、様々な点で評価されている。なお、2006年10月21日より「ラジオ電撃大賞」内で4回にわたってラジオドラマ化され、2007年5月にはドラマCDとして発売された。
『天国に涙はいらない』や『ロボット妹』で萌えについて雄弁に語り、『LAST KISS』や『私立！三十三間堂学院』で典型的な萌えキャラを描ききってみせるところから、「萌え作家」として見られる傾向がある。ただ、正統的に萌えを狙うのではなく、一種メタ的な視点で萌えを作中で論じることが多い。毎回新たに登場する萌え系キャラと、後書きに書かれる無意味なまでに詳しい元ネタ解説は有名。
また、作品内でいわゆるやおいネタもしばしば取り扱われる（特にメインキャラの一人「律子」は典型的腐女子という設定になっている）。

## 作品リスト
- 天国に涙はいらない（電撃文庫、イラスト：さがのあおい、2001年 - 2011年、全12巻）
- LAST KISS（電撃文庫、イラスト：高梨ひつじ、2002年、単巻）
- ロボット妹　改め人類皆兄妹！ 〜目醒めよ愛の妹力〜（電撃文庫、イラスト：さがのあおい、2004年、単巻）
- 私立!三十三間堂学院シリーズ（電撃文庫、イラスト：かみやまねき、2005年 - 、既刊13巻）
- 筋肉の神マッスル（電撃文庫、イラスト：さめだ小判、2012年 - 、既刊2巻）
- 魔女は月出づるところに眠る（電撃文庫、イラスト：文倉十、2013年 - 2014年、全3巻）
- 剣と炎のディアスフェルド（電撃文庫、イラスト：PALOW、2016年 - 、既刊3巻）
- やせいのいしおの！ 〜異世界ケモミミサバイバル〜（電撃文庫、イラスト：かみやまねき、2019年 - 、既刊1巻）
- 星継ぐ塔と機械の姉妹（電撃文庫、イラスト：bun150、2020年 - 、既刊1巻）